# Special Olympics Bahamas
Special Olympics Bahamas (englisch: Special Olympics Bahamas) ist der bahamaische Verband von Special Olympics International, der weltweit größten Sportbewegung für Menschen mit geistiger Beeinträchtigung und Mehrfachbeeinträchtigung. Ziel ist die sportliche Förderung dieser Personengruppe und die Sensibilisierung der Gesellschaft für sie. Außerdem betreut der Verband die bahamaischen Athletinnen und Athleten bei den Special Olympics Wettbewerben.

## Geschichte
Special Olympics Bahamas wurde in den späten 1970er Jahren mit Sitz in Nassau gegründet.

## Aktivitäten
2021 waren 40 Athletinnen, Athleten und Unified Partner sowie 13 Trainer bei Special Olympics Bahamas registriert.
Der Verband nahm 2022 an den Programmen Law Enforcement Torch Run (LETR), Global Messenger Training, Athlete Leadership, Healthy Athletes, Young Athletes und Unified Sports teil, die von Special Olympics International ins Leben gerufen worden waren.

### Sportarten
Folgende Sportarten wurden 2022 vom Verband angeboten:
- Basketball (Special Olympics)
- Boccia (Special Olympics)
- Bowling (Special Olympics)
- Fußball (Special Olympics)
- Leichtathletik (Special Olympics)
- Schwimmen (Special Olympics)
- Tennis (Special Olympics)

### Teilnahme an Weltspielen vor 2020
• 2011 Special Olympics World Summer Games, Athen
• 2015 Special Olympics World Summer Games, Los Angeles, USA (Athletinnen und Athleten)
• 2019 Special Olympics, World Summer Games, Abu Dhabi (24 Athletinnen und Athleten)

### Teilnahme an den Special Olympics World Summer Games 2023 in Berlin
Special Olympics Bahamas nahm an den Special Olympics World Summer Games 2023 teil. Die Delegation bestand aus 47 Athletinnen und Athleten und wurde vor den Spielen im Rahmen des Host Town Program von Papenburg  betreut. Das Team gewann bei diesen Weltspielen drei Silbermedaillen und eine Bronzemedaille.